# 帝王芋螺
帝王芋螺（学名：Conus imperialis），是新腹足目芋螺科芋螺属的一种。主要分布于印度尼西亚、中国大陆、台湾，常栖息在低潮线以下。
其种加词“imperialis”意为“帝王的”。